# (16438) Knöfel
(16438) Knöfel – planetoida z pasa głównego asteroid okrążająca Słońce w ciągu 4,52 lat w średniej odległości 2,73 j.a. Odkrył ją Freimut Börngen 11 stycznia 1989 roku w Obserwatorium Karla Schwarzschilda w Tautenburgu. Nazwa planetoidy pochodzi od André Knöfla – niemieckiego meteorologa i astronoma amatora.